# Apucarana (tiểu vùng)
Apucarana là một tiểu vùng thuộc bang Paraná, Brasil. Tiều vùng này có diện tích 2277 km², dân số năm 2007 là 251070 người.